# 838 Seraphina
838 Seraphina
838 Seraphina là một tiểu hành tinh ở vành đai chính. Nó được Max Wolf phát hiện ngày 24.9.1916 ở Heidelberg. Không biết rõ nguồn gốc tên của nó.